# Chaumercenne
Chaumercenne település Franciaországban, Haute-Saône megyében. Lakosainak száma 192 fő (2022. január 1.). Chaumercenne Valay, Bard-lès-Pesmes, Montagney, Pesmes és La Résie-Saint-Martin községekkel határos.

## Népesség
A település népességének változása:
| Lakosok száma | 158  | 174  | 184  | 187  | 188  | 190  | 191  | 191  | 192  |
|               | 2013 | 2015 | 2016 | 2017 | 2018 | 2019 | 2020 | 2021 | 2022 |